# Levantul
Levantul ("Levanten", "Österlandet") är en berättande långdikt från 1990 av den rumänske författaren Mircea Cărtărescu. Den består av tolv sånger på vers. Handlingen inleds i början av 1800-talet och följer en grupp valakiska äventyrare och rövare, som återvänder till sitt hemland i ett försök att störta en förtryckare. Cărtărescu använder diktverket för att lyfta fram den orientaliska påverkan som finns i rumänsk kultur.